# Parc national de la baie de Jervis
Pour les articles homonymes, voir Jervis.
Le parc national de la baie de Jervis, en anglais : Jervis Bay National Park, anciennement appelé Jervis Bay National Park (NSW), est un parc national situé sur les côtes occidentales et septentrionales de la baie de Jervis, sur la côte sud de la Nouvelle-Galles du Sud. Le parc s'étend à proximité de la ville d'Huskisson.
En 1995, il est renommé « Jervis Bay National Park (NSW) » pour le distinguer du parc national Booderee également situé sur le Territoire de la baie de Jervis. Une partie de la baie de Jervis est protégée dans le cadre du parc marin de la baie de Jervis.
Le parc national de la baie de Jervis a une superficie de 48,57 km2 et est administré par le New South Wales Department of Environment and Climate Change.